# Trogir
Trogir (italienska: Traù, tyska: Trau, se även andra namn) är en stad i Kroatien. I den senaste folkräkningen från år 2011 hade staden 13 192 invånare varav 10 923 invånare bodde i tätorten.
Trogir är belägen vid Adriatiska havet i Split-Dalmatiens län i landskapet Dalmatien. Staden har ett skeppsvarv och välutvecklad turismnäring. Trogir är en gammal stad med urban kontinuitet sedan 200-talet f.v.t. och dess historiska stadskärna är sedan år 1997 upptagen på Unescos världsarvslista.

## Etymologi
Trogir grundades ursprungligen av grekiska kolonisatörer och den vanligaste teorin är att det kroatiska namnet 'Trogir', via det latinska namnet, härstammar från det ursprungliga grekiska namnet på staden: Τραγύριον (Tragýrion) eller Τραγούριον (Tragoúrion) som båda härleds från grekiskans τρᾰ́γος (tragos) med betydelsen getabock/get och όρος (óros) med betydelsen berg/kulle. Enligt denna förklaringsmodell skulle bosättningens ursprungliga namn kunna översättas som "getberget". Trogirs latinska namn är Tragurium och på grund av historiska kontakter med andra kulturer och långa perioder av främmande styre finns det även andra namnvarianter på staden, däribland  italienska Traù samt tyska och ungerska Trau. På det numera utdöda språket dalmatiska hette staden Tragur.

## Historia
Trogir har en lång och rik historia under vilken staden har styrts, kontrollerats eller stått i beroendeställning till bland annat romare, bysantiner, ungrare, venetianare, fransmän och österrikare.
Trogir grundades som en grekisk koloni (emporia) troligtvis i slutet av 200-talet eller början av 100-talet f.v.t. Platsen för den grekiska kolonin, en liten ö mellan fastlandet och Čiovo, utgör idag stadens världsarvslistade historiska stadskärna. De antika grekerna kallade bosättningen Tragoúrion. Namnet omnämns först på 200-talet och kan troligtvis härledas från de grekiska orden "tragos" (getabock) och "óros" (berg). Arkeologiska fyndigheter (bland annat keramiska föremål från omkring 2 000 f.v.t.) antyder att den lilla ön var bebodd redan under brons- och järnåldern. Det romerska rikets expansion i det östadriatiska området ledde till att bosättningen romaniserades på 000-talet f.v.t. Det romerska namnet för bosättningen var Tragurium. Som romersk bosättning utvecklades Tragurium till en viktig hamnstad i den romerska provinsen Dalmatia. Den västromerska civilisationens gradvisa förfall och slutgiltiga sammanbrott under 400-talet sammanföll längs den östra adriatiska kusten med upprepade barbariska attacker och plundringståg mot de etablerade romerska bosättningarna och städerna (municipium). Trogirs autoktona och romaniserade befolkning lyckades dock som en av de dalmatiska stadsstaterna behålla viss autonomi och sin romerska kultur. Detta genom att de upprätthöll politiska kontakter med Bysantinska riket (Östrom) till vilka de fick avlägga tribut för sitt skydd och rätt att bedriva handel.

Karta över Europa som visar slavernas migration under folkvandringstiden.

Under folkvandringstiden på 600-talet skedde en gradvis inflyttning av slaver (kroater) till området. Kroaterna upprättade på 700-talet ett furstendöme (se  Furstendömet Kroatien) och från år 870 betalade Trogir tribut till de kroatiska härskarna. De slaviska migranterna kom med tiden att förändra områdets etniska och kulturella struktur. Genom handel och tilltagande interaktion assimilerades de dalmatiska stadsstaterna med tiden av slaverna. Från åtminstone 1100-talet var den slaviska (kroatiska) etniska komponenten dominerande i Trogir. Under medeltiden upprätthöll staden viss autonomi genom att betala tribut till olika härskare. Staden kontrollerades till största del av Ungern som sedan år 1102 var i personalunion med det medeltida kroatiska kungariket och på 1200–1300-talet kom stadens valda hertigar nästan uteslutande från den kroatiska Šubić-ätten. Med undantag för kortare perioder av bland annat bysantinsk och venetiansk dominans kontrollerades Trogir av Ungern fram till år 1420 då Venedig övertog styret för en längre period. Under det venetianska styret som varade till år 1797 hade Trogir en ekonomisk och kulturell blomstringstid och staden utvecklades till ett humanistiskt centrum.
Efter år 1797 och med undantag för en kort fransk ockupation åren 1806–1813 tillföll staden liksom hela Dalmatien österrikarna som behöll makten fram till första världskrigets slut och Österrike-Ungerns upplösning år 1918. Trogir uppgick därefter i Slovenernas, kroaternas och serbernas stat som samma år gick samman med Serbien och bildade Serbernas, kroaternas och slovenernas kungarike (från år 1929 kallat Jugoslavien). Under andra världskriget ockuperades Trogir åren 1941–1943 av det då fascistiska Italien och staden ingick därefter i det dalmatiska guvernementet. Efter den italienska kapitulationen år 1943 intogs Trogir av tyska trupper vilket medförde att de allierade år 1944 flygbombande staden. Något senare samma år intogs Trogir av Titos partisaner och staden integrerades därefter i det återupprättade Jugoslavien. Sedan år 1991 tillhör Trogir det självständiga Kroatien.

## Geografi och klimat
Trogirs geografiska position är 43.513 östlig longitud 16.252 nordlig latitud. Dess historiska stadskärna är belägen på en liten ö mellan fastlandet och den större ön Čiovo i den västra delen av Kaštela-viken i mellersta Dalmatien. Staden har genom befolkningstillväxt expanderat på fastlandet norr om stadskärnan och på ön Čiovo söder om stadskärnan.  
Enligt Köppens klimatklassifikation ligger Trogir i zonen för medelhavsklimat (CSA). Generellt är sommarmånaderna måttligt torra och vintermånaderna milda och fuktiga. Att det snöar under vintermånaderna är ovanligt men förekommer.
|                                            | Jan  | Feb  | Mar  | Apr  | Maj  | Jun  | Jul | Aug  | Sep  | Okt  | Nov  | Dec  |
| ------------------------------------------ | ---- | ---- | ---- | ---- | ---- | ---- | --- | ---- | ---- | ---- | ---- | ---- |
| Normaldygnets maximitemperaturs medelvärde | 12   | 13   | 15   | 18   | 22   | 26   | 30  | 30   | 25   | 22   | 16   | 13   |
| Normaldygnets minimitemperaturs medelvärde | 3    | 4    | 6    | 9    | 13   | 17   | 20  | 20   | 15   | 12   | 8    | 5    |
|                                            |      |      |      |      |      |      |     |      |      |      |      |      |
| Nederbörd                                  | 15,4 | 27,4 | 40,7 | 56,1 | 39,5 | 31,5 | 8,4 | 28,4 | 27,1 | 86,4 | 59,5 | 86,4 |

| Diagram | temperaturer i °C • månadsnederbörd i mm • Källa: Worldweatheronline.com | temperaturer i °C • månadsnederbörd i mm • Källa: Worldweatheronline.com | temperaturer i °C • månadsnederbörd i mm • Källa: Worldweatheronline.com | temperaturer i °C • månadsnederbörd i mm • Källa: Worldweatheronline.com | temperaturer i °C • månadsnederbörd i mm • Källa: Worldweatheronline.com | temperaturer i °C • månadsnederbörd i mm • Källa: Worldweatheronline.com | temperaturer i °C • månadsnederbörd i mm • Källa: Worldweatheronline.com | temperaturer i °C • månadsnederbörd i mm • Källa: Worldweatheronline.com | temperaturer i °C • månadsnederbörd i mm • Källa: Worldweatheronline.com | temperaturer i °C • månadsnederbörd i mm • Källa: Worldweatheronline.com | temperaturer i °C • månadsnederbörd i mm • Källa: Worldweatheronline.com | temperaturer i °C • månadsnederbörd i mm • Källa: Worldweatheronline.com |
|         | 15 12 3                                                                  | 27 13 4                                                                  | 41 15 6                                                                  | 56 18 9                                                                  | 40 22 13                                                                 | 32 26 17                                                                 | 8 30 20                                                                  | 28 30 20                                                                 | 27 25 15                                                                 | 86 22 12                                                                 | 60 16 8                                                                  | 86 13 5                                                                  |

## Politik och administration

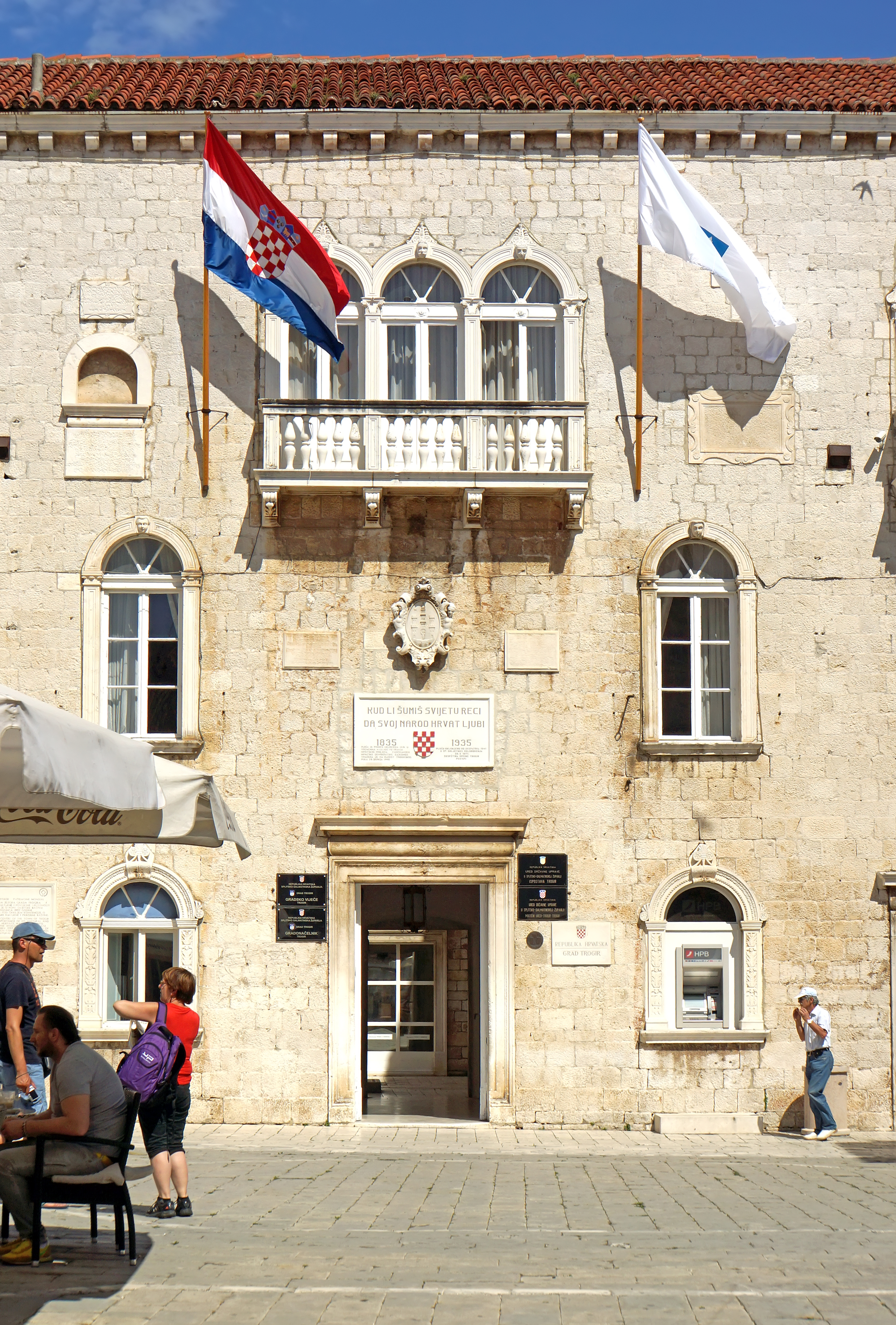
Trogirs stadsfullmäktige sammanträder i det kulturmärkta stadshuset i Gamla stan. Byggnaden har rötter från 1300-talet.

### Politiskt ledning
Trogirs stadsfullmäktige är stadens högsta beslutande organ. Det består av totalt 17 råd (mandatperioden 2017–2021), varav en ordförande och en ställföreträdande ordföranden. För mandatperioden 2017–2021 innehar en koalition bestående av de politiska partierna Kroatiska demokratiska unionen (HDZ) och Kroatiska rättspartiet (HSP) majoritet i stadsfullmäktige.

### Lokalnämndsområden
I politisk mening är Trogir indelat i åtta lokalnämndsområden vars nämndemän fattar beslut och implementerar lokala beslut.  Lokalnämndsområdena namn och geografiska omfattning sammanfaller vanligtvis men inte alltid med stadens administrativa indelning. Trogirs lokalnämndsområden är Arbanija, Čiovo, Drvenik Mali, Drvenik Veliki, Grad, Plano, Travarica och Žedno.

### Orter
Trogirs stadskommun är sedan år 2006 indelad i åtta orter (naselja) inklusive tätorten Trogir. Dessa är (historiska men ej officiella italienska namn inom parentes):
| Kroatisk namn  | Italienskt namn | Antal invånare (2011) |
| -------------- | --------------- | --------------------- |
| Arbanija       | Albania         | 374                   |
| Divulje        | Divuglie        | 26                    |
| Drvenik Mali   | Zirona Piccola  | 87                    |
| Drvenik Veliki | Zirona Grande   | 150                   |
| Mastrinka      | Santa Croce     | 947                   |
| Plano          | Plano           | 553                   |
| Trogir         | Traù            | 13 192                |
| Žedno          | Zedno           | 132                   |

* Källa: Kroatiska statistiska centralbyrån.

### Stadsdelar
Tätorten Trogir som omfattar stadens mest centrala delar (den historiska stadskärnan samt bebyggelse norr och söder om denna) upptar en yta på 7,52 kvadratkilometer och delas in följande stadsdelar/områden: Grad, Bilin Dolac, Ciprian, Čiovo, Lokvice, Drid, Kopno, Malo Polje, Pasike, Travarica, Miševac och Vilajica.

## Ekonomi och infrastruktur

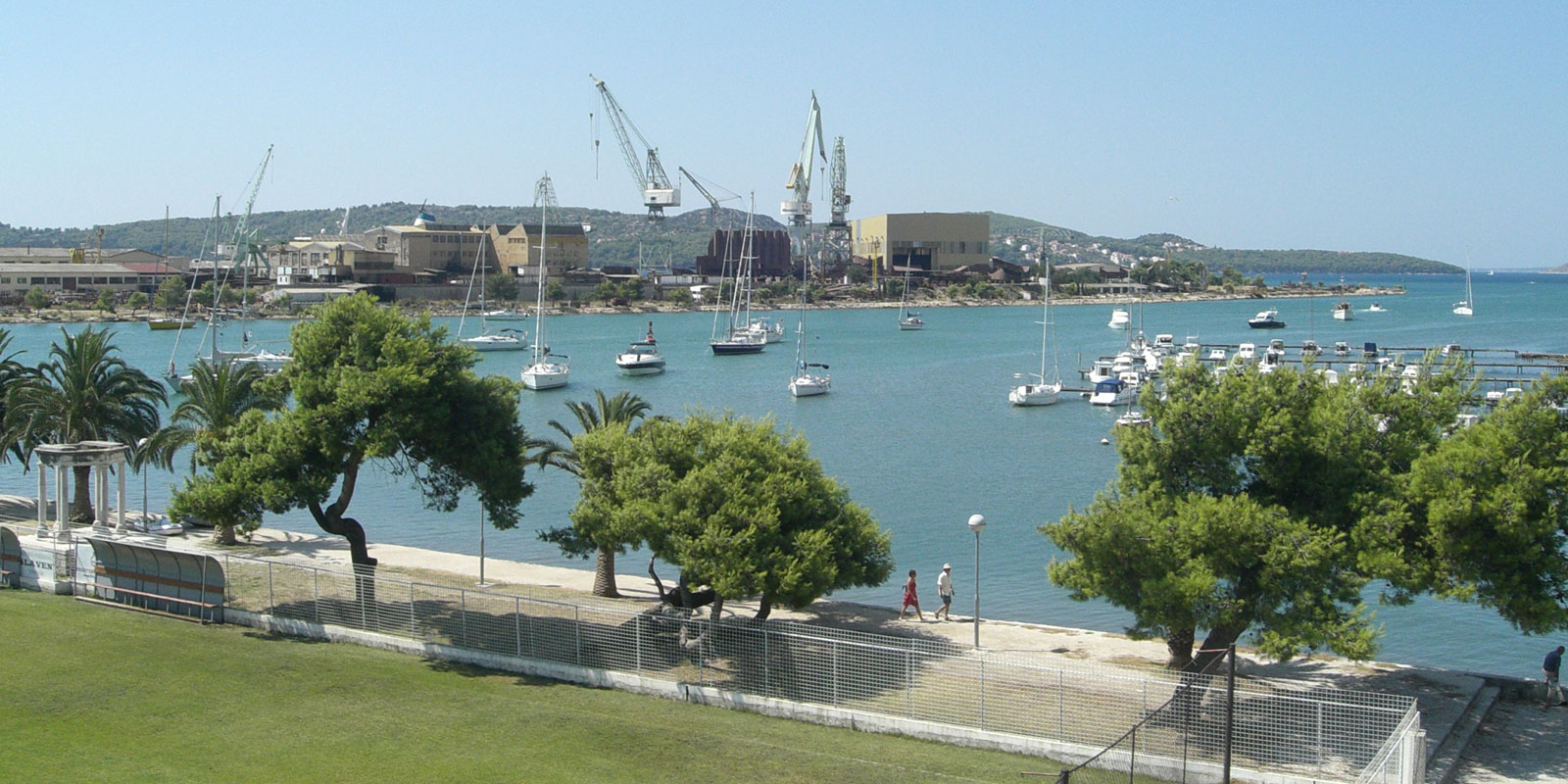
Skeppsvarvet Brodotrogir belägen på ön Čiovo är en viktigt arbetsgivare och Trogirs största tillverkningsföretag. Dess torrdockor och lyftkranar är landmärken i stadssiluetten och vittnar om stadens långa skeppsbyggartradition.

### Näringsliv
Turismnäringen och skeppsvarvsindustrin är Trogirs främsta näringsgrenar. Därtill utgör fiskeindustrin och jordbruket viktiga verksamhetsgrenar. Skeppsvarvet Brodotrogir är sett till antalet anställda ett av Kroatiens mindre skeppsvarv. Lokalt är det dock en viktig arbetsgivare. Skeppsvarvet har två fartygsbäddar som var och en har kapacitet för fartyg upp till 55 000 ton. Åren 1990–2004 byggdes 93 fartyg vid Brodotrogirs skeppsvarv. I Trogirs stadskommun finns omkring 20 000 turistbäddar fördelade på hotell, lägenheter och rum i privat boende. Turismen är stadens i särklass största inkomstkälla och drygt 50 procent av Trogirs budget täcks av intäkter som kommer från turismnäringen. I Trogir finns två småbåtshamnar och staden är en av de snabbast växande hamnarna i Kroatien för segelturism.

### Transport och kommunikationer
Trogirs stadskärna ligger drygt sex kilometer väster om Splits internationella flygplats och 28 kilometer väster om Kroatiens näst största stad Split. De båda städerna är förbundna med varandra via riksväg D8 som är en del av Adriamagistralen. Framtida planer för finns för att ansluta Trogir till Splits stadsjärnväg. I Prgomet drygt 18 kilometer norr om Trogir finns en vägkorsning som ansluter till motorvägen A1 som i nordlig riktning leder mot huvudstaden Zagreb och i södergående riktning mot Dubrovnik.

## Demografi

### Könsfördelning, etniska och religiösa grupper
Av Trogirs 13 192 invånare var 6 827 kvinnor och 6 365 män år 2011. En absolut majoritet (12 795 invånare eller 96,99 procent av befolkningen) är kroater. De tre största etniska minoriteterna i staden är serberna (92 invånare eller 0,70 procent av befolkningen), albanerna (77 invånare eller 0,58 procent av befolkningen) och bosniakerna (50 invånare eller 0,38 procent av befolkningen). En absolut majoritet (12 079 invånare eller 91,56 procent av befolkningen) bekänner sig till den romersk-katolska tron.

### Befolkningsutveckling
| Trogirs befolkningsutveckling åren 1857–2011 Källa: Kroatiska statistiska centralbyrån |

### Språk och dialekter
I Trogir talas officiellt och formellt standardkroatiska som grundar sig på štokavisk dialekt med ijekavisk uttal. Den talade standardkroatiskan är dock starkt färgad av den lokala čakaviska dialekten med ikaviskt uttal som informellt talas av lokalborna. Historiskt har latin, dalmatiska, venetianska och senare italienska varit de dominerande talspråken i staden. Med anledning av det österrikiska och sedermera österrikisk-ungerska styret (1797–1806, 1813–1908) har även tyskan (genom administrationen, skolväsendet etcetera) i viss mån bidragit till den lokala språkmosaiken.

## Kultur och samhälle

### Arkitektur, stadsbild och byggnadsverk (urval)
Trogirs historiska stadskärna är belägen på en liten ö mellan fastlandet och den större ön Čiovo. Den moderna staden breder ut sig både norr och söder om den kulturminnesskyddade stadskärnan som via vägbroar är förbunden med fastlandet i norr och Čiovo i söder. Sydväst om stadskärnan, på ön Čiovo, ligger skeppsvarvet Brodotrogir som med sina flytdockor och kranar bidrar till stadssiluetten och samtidigt vittnar om stadens långa skeppsbyggartradition.

#### Trogirs historiska stadskärna
Trogirs historiska stadskärna är sedan år 1997 upptagen på Unescos världsarvslista. Enligt Unescos beskrivning utgör den bilfria stadskärnan ett utmärkt exempel på urban kontinuitet. Dess ortogonala gatuplan härstammar från den hellenistiska perioden och under århundradena har offentliga byggnader, bostadshus och befästningar tillkommit. Stadsbilden karaktäriseras av äldre stenhus med tegelröda tak och i stadskärnan finns romanska kyrkor och byggnader med stildrag från renässansen och barocken. Flera av dessa byggnader tillkom under den venetianska administrationen och tillskrivs italienska och lokala mästare, däribland Giovanni Dalmata (Ivan Duknović), Niccolò di Giovanni Fiorentino (Nikola Ferentinac), mäster Radovan och Bonino da Milano. Kring den historiska stadskärnas huvudtorg (Johannes Paulus II:s torg) som är beläget på öns östra sida ligger flera av Trogirs mest framstående byggnader. Den historiska stadskärnan är i norr förbunden med fastlandet via en bro och söder finns broförbindelse med Čiovo.

#### Byggnadsverk (urval)
Medeltida försvarsverk
- Havsporten – den södra och äldsta av stadens kvarvarande stadsportar med rötter från 1500-talet.[23]
- Kamerlengoborgen – kulturmärkt borg med rötter från 1400-talet.[24]
- Landsporten – den norra stadsporten med rötter från 1600-talet. Nuvarande utseende härrör från ombyggnationen år 1763.[23]
- Sankt Markus torn – kulturmärkt försvarstorn med rötter från 1400-talet.[24]
- Stadsmuren – bara delar av den forna stadsmuren är idag bevarade. Nuvarande utseende härrör från venetianarnas förstärkningar av muren på 1400-talet.

Kyrkor och religiösa byggnader

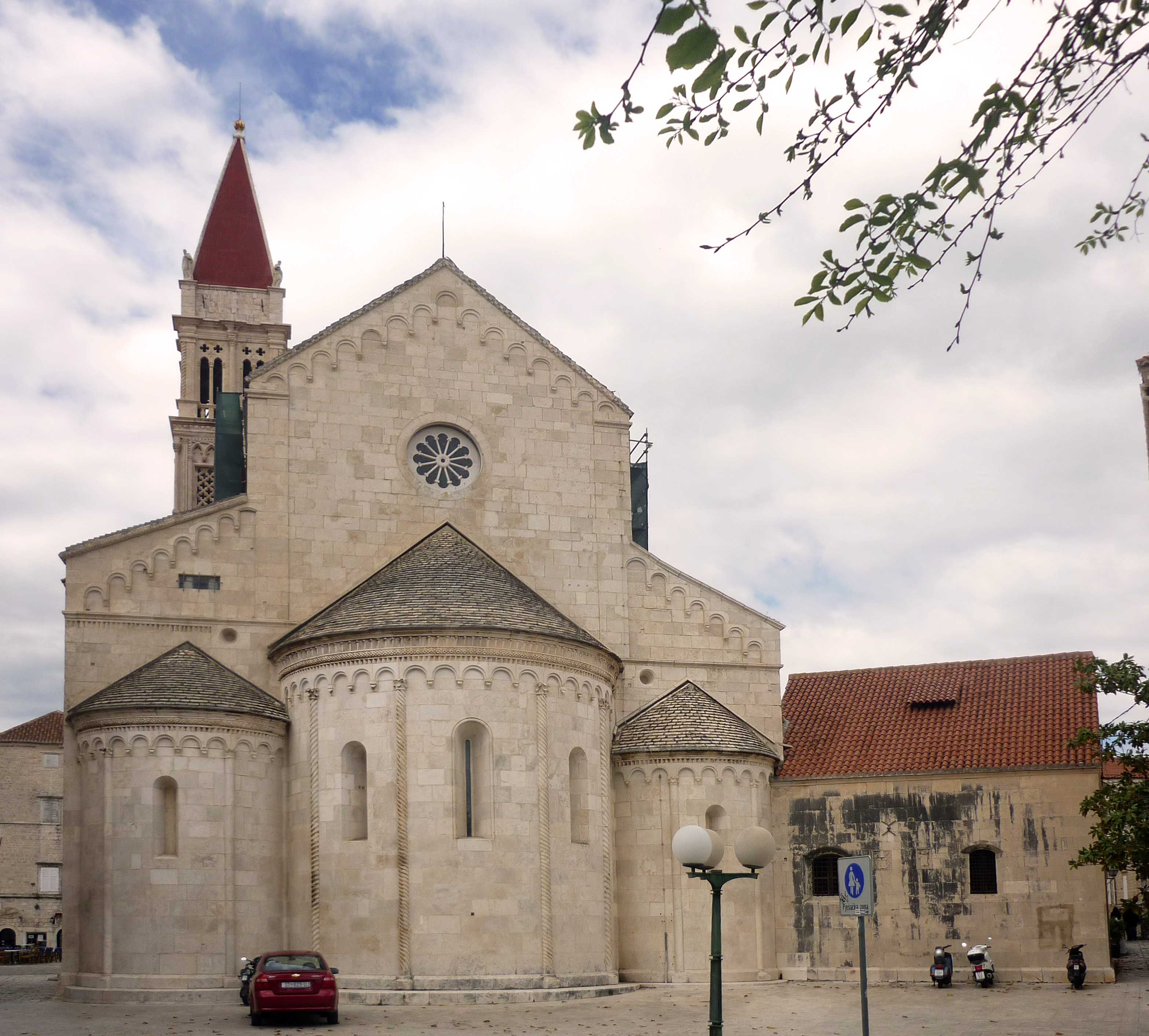
Sankt Laurentius-katedralen år 2017.

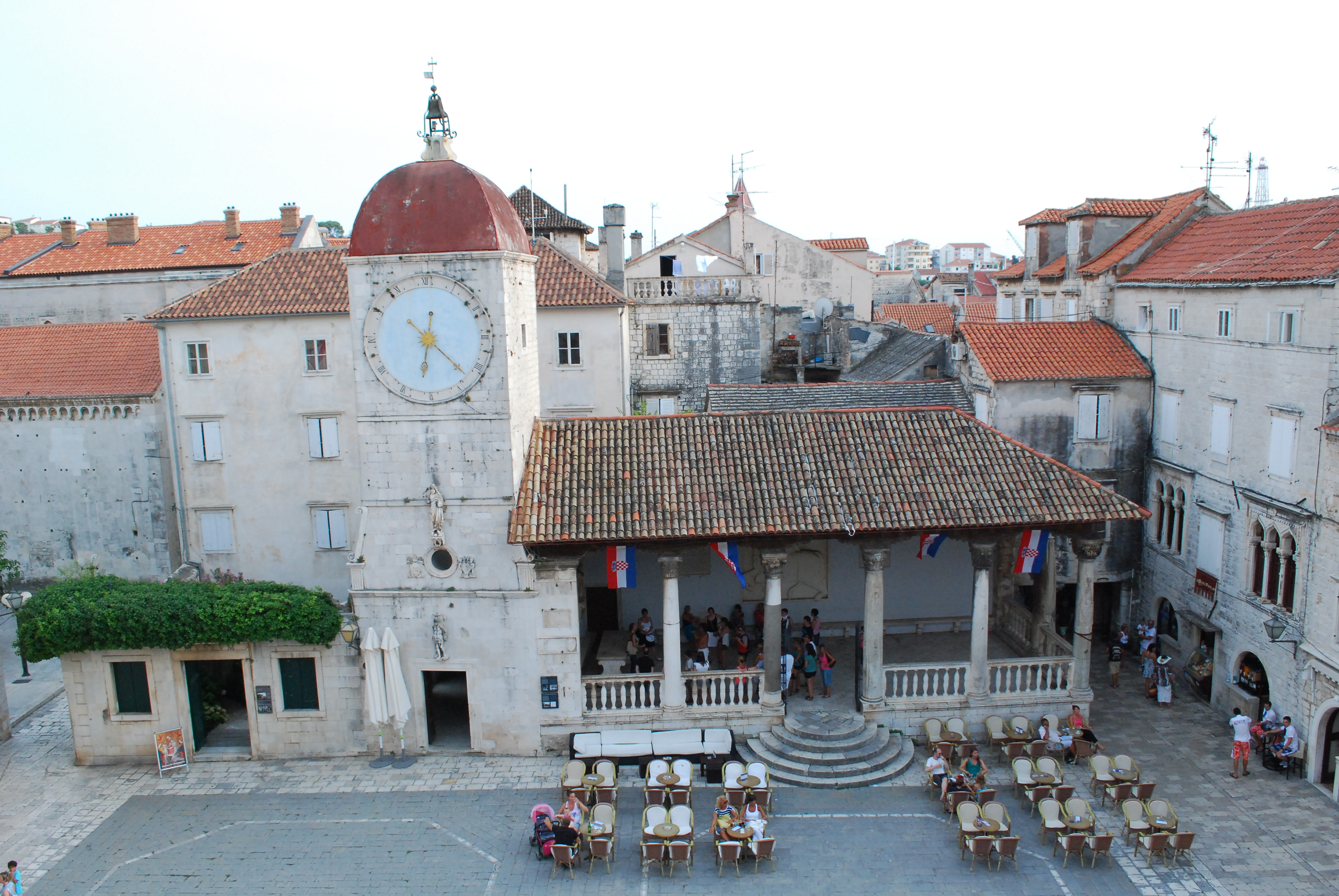
Stadsloggian och stadsklocktornet år 2013.

- Sankt Laurentius katedral – stadens romersk-katolska katedral med rötter från 1200-talet.[25]
- Johannes Döparens kyrka – kyrka i Gamla stan med rötter från 1200-talet.[26]
- Sankt Dominicus kloster och kyrka – ett dominikankloster och klosterkyrka i Gamla stan med rötter från 1200-talet (klostret) och 1300-talet (kyrkan).[26]
- Sankt Nikolaus kloster och kyrka – ett benediktinkloster och klosterkyrka i Gamla stan med rötter från medeltiden.[27]

Palats och historiska byggnader
- Ćipikopalatset – kulturmärkt palats med rötter från 1400-talet.[16]
- Garagnin-Fanfogna-palatset – palats med rötter från 1700-talet.[16]
- Lucić-palatset – palats med rötter från 1600-talet.[16]
- Stadshuset – under medeltiden den lokale hertigens residens, idag stadshus med rötter från 1300-talet.[16]
- Stadsloggian och stadsklocktornet – Stadsloggian och stadsklocktornet med rötter från 1300-talet är beläget vid huvudtorget i Gamla stad.[23]
- Lilla loggian – en mindre 1400-tals-loggia i enkelt utförande belägen bredvid Havsporten. Ursprungligen tjänade den som en tillflyktsplats för människor som anlände sent till staden efter att stadsportarna hade stängt. Den tjänade därefter som stadens fiskmarknad och idag säljs souvenirer i den lilla loggian.[23]
- Marmonts gloriette – ett litet lusthus som ligger i den västra delen av Gamla stan. Den uppfördes under den kortvariga franska ockupationen (1806–1813) och är uppkallad efter den franske marskalken och hertigen av Ragusa – Auguste de Marmont. Denne brukade vid sina besök i Trogir under det franska styret spela kortspel i lusthuset.[28]

### Kultur, nöjen och idrott

#### Evenemang
- Kairosfestivalen – "de lyckliga ögonblickens festival" är uppkallad efter den grekiske guden Kairos. Kairosfestivalen är en kulturfestival som vanligtvis äger rum några dagar i juni. Manifestationen innehåller kulturella och underhållande föreställningar med betoning på den antika tidsepoken.[29]
- Stadens dag – firas årligen den 14 november. Datumet är festdag för stadens skyddshelgon sankt Johannes av Trogir vars gravsten finns i Trogirs katedral.[29]
- Trogir Outdoor Festival – ett triathlon som årligen organiseras i maj. Som ett delmoment av festivalen ingår den utmanande cykeltävlingen "2 Islands on 2 Wheels".[30]
- Trogirs kultursommarfestival – sedan år 1971 årligen återkommande kulturfestival med bland annat klassisk musik, opera, teater, balett och folklore. Festivalen pågår under juli–augusti med uppträdanden och föreställningar på Gamla stans torg och gator.[29][31]
- Trogirs medeltidsmässa – en mässa som sedan år 2012 årligen organiseras i början av maj i Gamla stan. Under mässdagarna presenteras och säljs bland annat lokaltillverkad konst, livsmedel och andra produkter. Mässans fokus är på den medeltida tidsepoken.[29]

#### Insignier och symboler
I formell mening representeras staden Trogir av sitt stadsvapen och stadsflagga. Stadsvapnet är centralt placerat på den övrigt vita stadsflaggad. Den världsarvslistade Gamla stan avbildad i grafisk form utgör ibland, i synnerhet turistiska och kulturella sammanhang, en informell symbol.

#### Museer, gallerier och utställningar
- Trogirs stadsmuseum – museet etablerades år 1963 och öppnade för allmänheten den 9 maj 1966.[33]  Det är beläget i Garagnin-Fanfogna-palatset med rötter från 1700-talet. I museets permanenta utställning presenteras stadens historia från 200-talet f.v.t. till idag.[33] I samlingarna finns bland annat dokument och klädesplagg men anknytning till Trogirs historia.
- Trogir-katedralens skattkammare och pinakotek –
- Sakrala konstmuseet i Trogir – på första våningen i en byggnad vid Sankt Laurentius-katedralen finns sedan år 2005 en utställning av sakral konst. I samlingarna visas målningar och diverse objekt från 1200–1500-talet.[34]
- Kairos konstsamling – utställningen är uppkallad efter den grekiske guden Kairos och finns i Trogirs benediktinkloster beläget på fastlandet norr om stadskärnan.[35] I samlingen finns bland annat Kairos-reliefen från det första århundradet f.v.t. som hittades år 1928 i ett övergivet hus i Trogir.[36]

#### Sportutövning och sportanläggningar

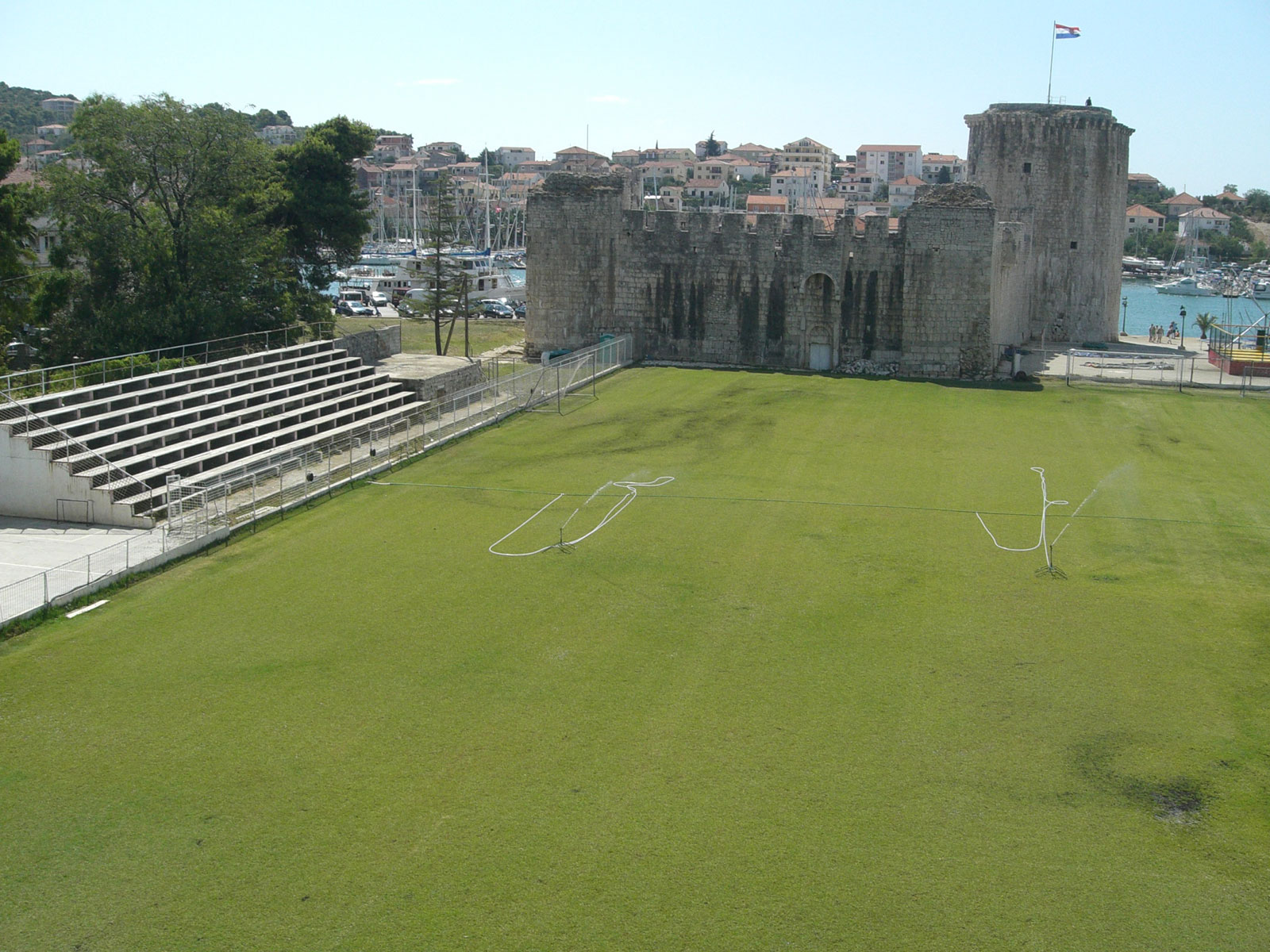
Batarija – det lokala fotbollslaget HNK Trogirs hemmaplan. Fotbollsplanen är belägen vid Kamerlengoborgen i Gamla stan.

I Trogir finns tio aktiva sportföreningar och flera sportklubbar. Stadens centrala fotbollsplan Batarija är belägen i Gamla stans nordvästra del.
Sport- och hobbyklubbar:
- AK Trogir – bilklubb[37]
- JK Trogir – segelbåtsklubb[38]
- NK Croatia Trogir – fotbollsklubb
- NK Trogir 1912 – fotbollsklubb
- HNK Trogir – fotbollsklubb
- KK Trogir – basketklubb
- MRK Trogir – handbollsklubb för herrar
- ŽRK Trogir – handbollsklubb för damer
- ŽOK Trogir – volleybollklubb för damer

#### Trogir i fiktion
Trogir har använts som inspelningsplats för två episoder av den brittiska TV-serien Doctor Who. Avsnitten The Vampires Of Venice och Vincent and the Doctor (säsong 31, serie 5) från år 2010 med Matt Smith som huvudrollsinnehavare är delvis inspelade i Trogirs historiska stadskärna.

#### Utbildning
I Trogir finns två grundskolor (Mäster Radovans grundskola och Petar Berislavićs grundskola) och två gymnasieskolor (Ivan Lucićs gymnasieskola och Blaž Juraj av Trogirs gymnasieskola).

## Internationella relationer

### Vänorter
- Ruse (Bulgarien)
- Sarlat-la-Canéda (Frankrike)
- Montesilvano (Italien)
- Porto Sant'Elpidio (Italien)
- Tione di Trento (Italien)
- Šibenik (Kroatien)
- Sinj (Kroatien)
- Vukovar (Kroatien)
- Kotor (Montenegro)
- Tivat (Montenegro)
- Kraśnik (Polen)
- Słupca (Polen)
- Kranjska Gora (Slovenien)
- Prag 5 (Tjeckien)
- Yalova (Turkiet)
- Vaterstetten (Tyskland)
- Bachtjysaraj (Ukraina)
- Uzjhorod (Ukraina)
- Harkány (Ungern)
- Hajdúböszörmény (Ungern)
- Újbuda (Ungern)

* Källa: Trogirs stads officiella webbplats.

### Fotnoter
1. ↑  ”Gradonačelnik” (på kroatiska). Trogir.hr. Trogirs stad. Arkiverad från originalet den 24 februari 2019. https://web.archive.org/web/20190224034836/http://trogir.hr/GradTrogir/grad-trogir/gradska-uprava/gradonacelnik. Läst 27 februari 2019.
2. 1 2  ”Trogir” (på engelska). Britannica.com. Encyclopædia Britannica. https://www.britannica.com/place/Trogir. Läst 27 februari 2019.
3. 1 2 3
4. 1 2 3 4  ”Historic City of Trogir” (på engelska). Unesco. http://whc.unesco.org/en/list/810. Läst 21 februari 2019.
5. 1 2 3 4 5 6 7 8  ”Trogir” (på engelska). Themayor.eu. TheMayor.eu – de europeiska kommunernas portal. Arkiverad från originalet den 19 september 2020. https://web.archive.org/web/20200919163007/https://www.themayor.eu/et/croatia/trogir. Läst 28 februari 2019.
6. 1 2 3  Everett-Heath, John (på engelska). The Concise Dictionary of World Place Names. Oxford, Storbritannien: Oxford University Press. doi:10.1093/acref/9780199580897.001.0001. ISBN 9780199580897. https://books.google.se/books?id=qgJCDwAAQBAJ&pg=PT1487&hl=sv&source=gbs_selected_pages&cad=2#v=onepage&q&f=false. Läst 28 februari 2019
7. ↑  ”Trogir, Croatia: Carved Out of History and Stone” (på engelska). Europeupclose.com. Europe Up Close. https://europeupclose.com/article/trogir-croatia-carved-out-of-history-and-stone. Läst 8 mars 2019.
8. ↑  ”Trogir” (på engelska). Visitsplit.com. Splits turistråd. https://visitsplit.com/en/222/trogir. Läst 10 mars 2019.
9. 1 2  ”Trogir kroz povijest” (på kroatiska). Trogir.hr. Trogirs stad. Arkiverad från originalet den 24 februari 2019. https://web.archive.org/web/20190224035210/http://trogir.hr/GradTrogir/o-trogiru/trogir-kroz-povijest. Läst 21 februari 2019.
10. 1 2 3 4 5 6 7 8 9  ”Trogir” (på kroatiska). Enciklopedija.hr. Miroslav Krležas lexikografiska institut i Zagreb. http://www.enciklopedija.hr/Natuknica.aspx?ID=62405. Läst 27 februari 2019.
11. ↑  ”Medeltiden”. Ne.se. Nationalencyklopedin. https://www.ne.se/uppslagsverk/encyklopedi/l%C3%A5ng/medeltiden. Läst 10 mars 2019.
12. ↑  ”Kingdom of Serbs, Croats, and Slovenes” (på engelska). Britannica.com. Encyclopædia Britannica. https://www.britannica.com/place/Kingdom-of-Serbs-Croats-and-Slovenes. Läst 16 mars 2019.
13. ↑  ”Angloamerička bombardiranja Trogira u veljači 1944.” (på kroatiska). Academia.edu. Academia.edu. http://www.academia.edu/4805208/ANGLOAMERI%C4%8CKA_BOMBARDIRANJA_TROGIRA_U_VELJA%C4%8CI_1944._Allied_bombing_of_Trogir_in_February_1944_. Läst 13 mars 2019.
14. ↑  ”Trogir” (på engelska). Tageo.com. Tageo. http://www.tageo.com/index-e-hr-v-00-d-m144478.htm. Läst 28 februari 2019.
15. ↑  ”Climate Trogir” (på engelska). Climate-data.org. Climate-Data.org. https://en.climate-data.org/europe/croatia/trogir/trogir-11630. Läst 28 februari 2019.
16. 1 2 3 4 5  ”Palace's” (på engelska). Visittrogir.hr. Trogirs turistråd. Arkiverad från originalet den 28 oktober 2020. https://web.archive.org/web/20201028205422/https://www.visittrogir.hr/palaces. Läst 21 februari 2019.
17. 1 2  ”Gradsko vijeće” (på kroatiska). Trogir.hr. Trogirs stad. Arkiverad från originalet den 24 februari 2019. https://web.archive.org/web/20190224034853/http://trogir.hr/GradTrogir/grad-trogir/gradsko-vijece. Läst 21 februari 2019.
18. ↑  ”Mjesni odbori” (på kroatiska). Trogir.hr. Trogirs stad. Arkiverad från originalet den 27 februari 2019. https://web.archive.org/web/20190227161724/http://www.trogir.hr/GradTrogir/grad-trogir/mjesni-odbori. Läst 27 februari 2019.
19. ↑  ”Zemljopisni položaj” (på kroatiska). Trogirpor.blogspot.com. Trogir portal. http://trogirpor.blogspot.com/. Läst 2 mars 2019.
20. 1 2  ”Population by ethnicity, by towns/municipalities, 2011 census” (på engelska). Državni zavod za statistiku (Kroatiska statistiska centralbyrån). Arkiverad från originalet den 2 november 2019. https://web.archive.org/web/20191102210346/https://www.dzs.hr/Eng/censuses/census2011/results/htm/E01_01_04/e01_01_04_zup17.html. Läst 21 februari 2019.
21. ↑  ”Population by religion, by towns/municipalities, 2011 census” (på engelska). Državni zavod za statistiku (Kroatiska statistiska centralbyrån). Arkiverad från originalet den 21 mars 2019. https://web.archive.org/web/20190321172529/https://www.dzs.hr/Eng/censuses/census2011/results/htm/e01_01_04/E01_01_04_zup17.html. Läst 21 februari 2019.
22. ↑  Lisac, Josip (2009). ”Južnočakavski dijalekt i njegov liksik” (på kroatiska) ( PDF). Croatica et Slavica Iadertina. Zadars universitet. sid. 79–85. https://hrcak.srce.hr/file/75789. Läst 16 mars 2019.
23. 1 2 3 4  ”More landmarks” (på engelska). Visittrogir.hr. Trogirs turistråd. Arkiverad från originalet den 28 oktober 2020. https://web.archive.org/web/20201028202641/https://www.visittrogir.hr/more-landmarks. Läst 28 februari 2019.
24. 1 2  ”Fortresses” (på engelska). Visittrogir.hr. Trogirs turistråd. Arkiverad från originalet den 28 oktober 2020. https://web.archive.org/web/20201028192504/https://www.visittrogir.hr/fortresses. Läst 21 februari 2019.
25. ↑  ”Cathedral Saint Lawrence” (på engelska). Visittrogir.hr. Trogirs turistråd. Arkiverad från originalet den 28 oktober 2020. https://web.archive.org/web/20201028203909/https://www.visittrogir.hr/st-lawrence-cathedral. Läst 21 februari 2019.
26. 1 2  ”Churches and monasteries” (på engelska). Visittrogir.hr. Trogirs turistråd. Arkiverad från originalet den 28 oktober 2020. https://web.archive.org/web/20201028195355/https://www.visittrogir.hr/churches-and-monasteries. Läst 28 februari 2019.
27. ↑  ”Samostan i crkva sv. Dominika” (på kroatiska). Trogir.hr. Trogirs stad. Arkiverad från originalet den 13 maj 2020. https://web.archive.org/web/20200513210700/https://trogir.hr/GradTrogir/o-trogiru/kulturna-bastina/crkva-sv-dominika. Läst 28 februari 2019.
28. ↑  ”Marmont's Gloriette” (på engelska). Lonelyplanet.com. Lonely Planet. https://www.lonelyplanet.com/croatia/trogir/attractions/marmonts-gloriette/a/poi-sig/1544219/358790. Läst 28 februari 2019.
29. 1 2 3 4  ”Arts and Culture in Trogir” (på engelska). Visitdalmatia.com. Visit Dalmatia. http://visitdalmatia.com/trogir/trogir-arts-culture.html#.XHZZ2IhKg2w. Läst 27 februari 2019.
30. ↑  ”Trogir Outdoor Festival: 2 Islands on 2 Wheels” (på engelska). Croatia.hr. Kroatiska turistrådet. https://croatia.hr/sv-SE/Aktiviteter-och-attraktioner/Evenemang/NewEvents/trogir-outdoor-festival-2-islands-2-wheels. Läst 27 februari 2019.
31. ↑  ”Trogirsko kulturno ljeto” (på kroatiska). mMint.gov.hr. Kroatiska kulturdepartementet. https://mint.gov.hr/vijesti/trogirsko-kulturno-ljeto/5826. Läst 27 februari 2019.
32. ↑  ”Statut, grb i zastava grada Trogira” (på kroatiska). Trogir.hr. Trogirs stad. Arkiverad från originalet den 24 februari 2019. https://web.archive.org/web/20190224035930/http://trogir.hr/GradTrogir/grad-trogir/statut-grb-i-zastava. Läst 27 februari 2019.
33. 1 2  ”Permanent exhibition” (på engelska). Muzejgradatrogira.blogspot.com. Trogirs stadsmuseum. http://muzejgradatrogira.blogspot.com/p/stalni-postav-muzeja-grada-trogira.html. Läst 28 februari 2019.
34. ↑  ”O zbirci” (på kroatiska). Hvm.mdc.hr. Kroatiska museidokumentationscentret. http://hvm.mdc.hr/muzej-sakralne-umjetnosti-trogir,50/hr/crkvene-zbirke. Läst 28 februari 2019.
35. ↑  ”O zbirci” (på kroatiska). Hvm.mdc.hr. Kroatiska museidokumentationscentret. http://hvm.mdc.hr/zbirka-umjetnina--kairos--u-zenskomu-benediktinskom-samostanu-sv-nikole,46/hr/crkvene-zbirke. Läst 28 februari 2019.
36. ↑  ”Reljef Kairosa, grčkog božanstva sretnog trenutka” (på kroatiska). Trogironline.com. Trogir Online. http://www.trogironline.com/hr/povijest_kultura.html. Läst 28 februari 2019.
37. ↑  ”Dobro došli u AK Trogir Locations” (på kroatiska). Amk-trogir.hr. Auto klub Trogir (Trogirs bilklubb). http://www.amk-trogir.hr. Läst 2 mars 2019.
38. ↑  ”Jedriličarski klub Trogir” (på kroatiska). Jktrogir.hr. Jedriličarski klub Trogir (Trogirs segelbåtsklubb). http://www.jktrogir.hr/. Läst 2 mars 2019.
39. ↑  ”The Vampires of Venice – Filming & Production –  Filming Locations” (på engelska). Imdb.com. IMBd. http://www.imdb.com/title/tt1591787/locations. Läst 27 februari 2019.
40. ↑  ”Gradovi prijatelji” (på kroatiska). Trogir.hr. Trogirs stad. Arkiverad från originalet den 25 februari 2019. https://web.archive.org/web/20190225141713/http://www.trogir.hr/GradTrogir/gradovi-prijatelji. Läst 27 februari 2019.